# Cyrtopholis antillana
Espèce
Cyrtopholis antillana est une espèce d'araignées mygalomorphes de la famille des Theraphosidae.

## Distribution
Cette espèce est endémique de Saint-Barthélemy.

## Description
Le mâle syntype mesure 28 mm et la femelle syntype 35 mm.
Le mâle décrit par Sherwood, Gabriel, Questel, Rollard et Leguin en 2024 mesure 26,6 mm et la femelle 37,4 mm.

## Systématique et taxinomie
Cette espèce a été décrite par Thorell en 1894. Elle est placée en synonymie avec Cyrtopholis bartholomaei par Petrunkevitch en 1929. Elle est relevée de synonymie par Sherwood, Gabriel, Questel, Rollard et Leguin en 2024.

## Étymologie
Son nom d'espèce lui a été donné en référence au lieu de sa découverte, les Antilles.

## Publication originale
- Thorell, 1894 : « Förteckning öfver arachnider från Java och närgrändsande öar, insamlade af Carl Aurivillius; jemte beskrifningar å några sydasiatiska och sydamerikanska spindlar. » Bihang till Kungliga Svenska Vetenskaps-Akademiens Handlingar, vol. 20, no 4, p. 1-63 (texte intégral).